# Saint-Hilaire-de-Villefranche
Saint-Hilaire-de-Villefranche är en kommun i departementet Charente-Maritime i regionen Nouvelle-Aquitaine i västra Frankrike. Kommunen ligger  i kantonen Saint-Hilaire-de-Villefranche som ligger i arrondissementet Saint-Jean-d'Angély. År 2022 hade Saint-Hilaire-de-Villefranche 1 350 invånare.

## Befolkningsutveckling
Antalet invånare i kommunen Saint-Hilaire-de-Villefranche
Referens:INSEE